# Stentjärnen (Ljusdals socken, Hälsingland, 687192-151769)
Stentjärnen är en sjö i Ljusdals kommun i Hälsingland och ingår i Delångersåns huvudavrinningsområde.